# Evangelisch-Augsburgische Gemeinde Włocławek

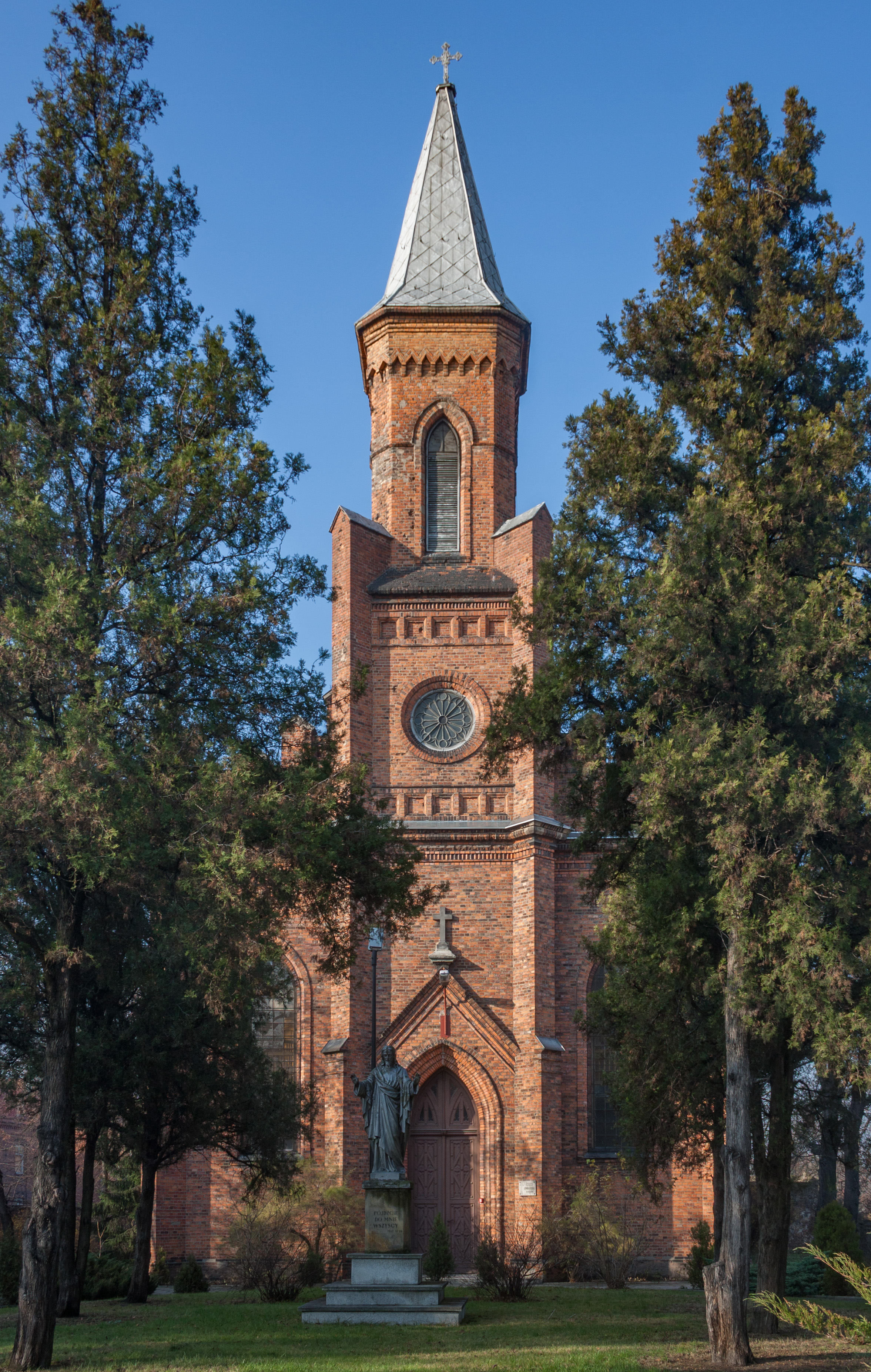
Gemeindekirche

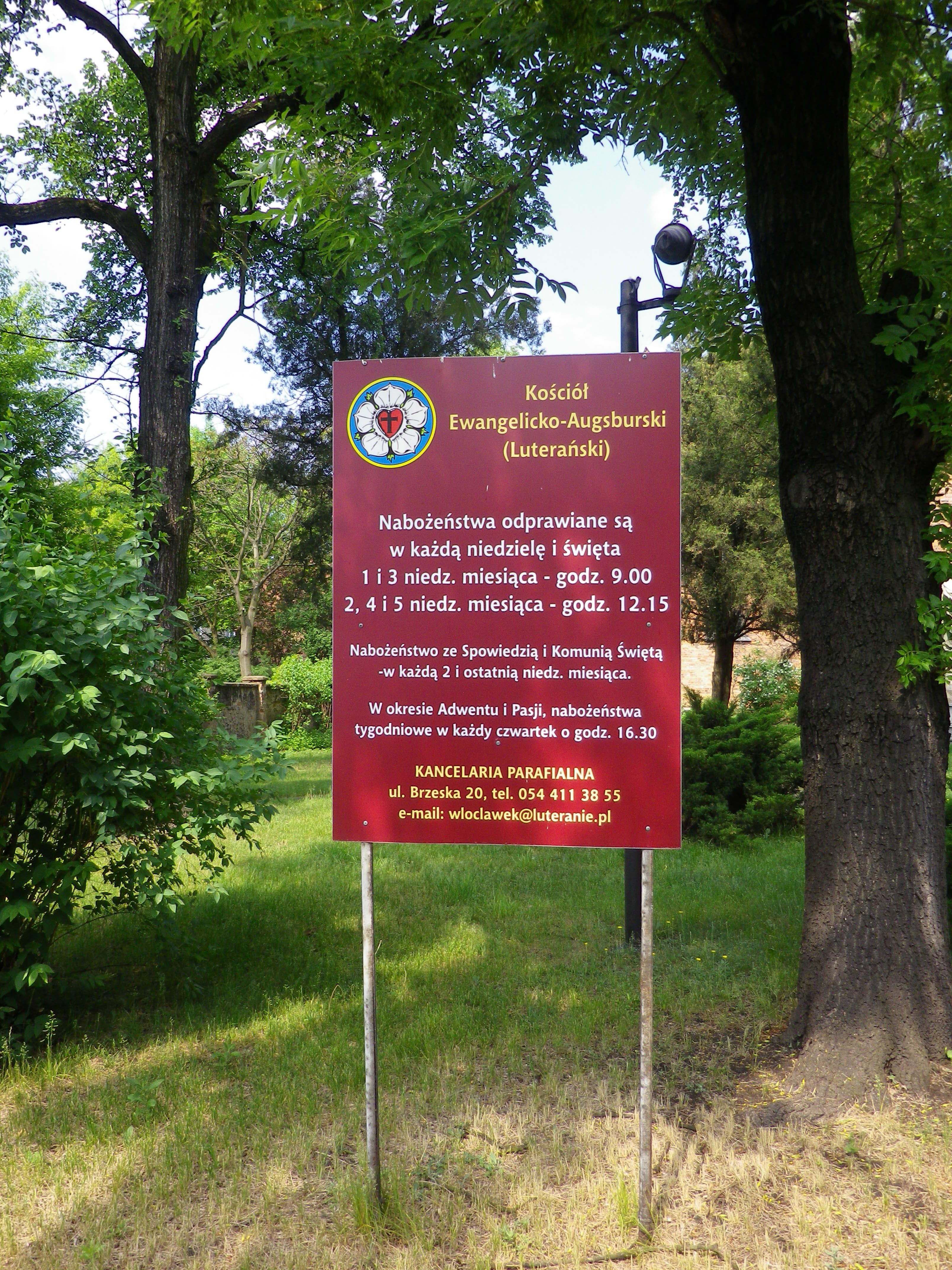
Hinweistafel zu Gottesdienstzeiten

Die Evangelisch-Augsburgische Gemeinde Włocławek gehört zur Diözese Pommern-Großpolen. Die Kirchengemeinde befindet sich in der Brzeska-Straße der polnischen Großstadt Włocławek in der Woiwodschaft Kujawien-Pommern.

## Geschichte

### Die Anfänge der evangelischen Besiedlung, 1793–1829
Vom 16. bis zum 19. Jahrhundert ließen sich deutsche und niederländische Zuwanderer in Kujawien nieder, darunter zahlreiche niederländische Mennoniten. Dörfer und Weiler, die infolge der Großen Pest aufgelassen und zu Wüstungen geworden waren, wurden im 18. Jahrhundert wiederbesiedelt. Die Neusiedler waren von Anfang an sowohl katholischer als auch protestantischer Konfession.
Bis 1793 wurde Włocławek von einem Bischof regiert, der die Ansiedlung von Menschen einer nicht katholischen Konfession untersagte. Nach der zweiten Teilung Polens gelangte Włocławek ins Preußische Teilungsgebiet. Die neue preußische Stadtregierung hob das Siedlungsverbot für Nichtkatholiken auf.
Die ersten evangelischen Siedler in Włocławek kamen hauptsächlich aus nahe gelegenen Gebieten, die bereits vor der Teilung Polens ein Teil des Königreichs Preußen waren, d. h. aus Städten wie Toruń, Bydgoszcz, Grudziądz und Danzig. Einige Familien kamen jedoch aus dem Binnenland Deutschlands, darunter Dresden, Hamburg und Potsdam. In den Jahren 1793–1821 hielten sie Gottesdienste in ihren eigenen Häusern ab, zu denen Geistliche aus benachbarten Städten eingeladen wurden. 1796 und 1797 wurden für sie Gottesdienste in dem heute nicht mehr existierenden St.-Stanislaus-Dom geleitet. Bis zur Gründung einer eigenen Gemeinde wurden evangelische Sakramente in katholischen Kirchen gespendet.
Seit der Gründung der Gemeinde wurde der Unterricht für evangelische Jugendliche organisiert. 1834 bekam die Gemeinde ein eigenes Schulgebäude an der Ecke Brzeska-/Piekarska-Straße.
1818 beantragte die evangelische Gemeinde bei den Behörden Kongresspolens die Erlaubnis, Gottesdienste in der St.-Adalbert-Kirche abzuhalten, einer Holzkirche aus dem 12. Jahrhundert. Die Regierungskommission des Kultus und der öffentlichen Aufklärung gab am 24. Juni 1820 ihre Zustimmung. Der damalige Bischof von Kujawien-Kalisz, Andrzej Wołłowicz, stimmte ebenfalls zu und erklärte sich am 17.–18. März 1821 bereit, die Adalbertkirche der evangelischen Gemeinde unentgeltlich zu übergeben. Der erste lutherische Gottesdienst wurde hier am 31. Mai 1821 von Pastor Georg Ortmann gefeiert.

### Von der Gründung der Gemeinde bis zum Ende des Zweiten Weltkriegs, 1829–1945
Die Evangelisch-Augsburgische Gemeinde in Włocławek wurde 1829 errichtet. Zum Zeitpunkt ihrer Gründung gab es 2.414 Mitglieder.
In den Jahren 1831–1832 wurde ein Pfarrhaus im klassizistischen Stil an der Kirche in der Brzeska-Straße 22 errichtet, das 1881 und in den 80er Jahren des 20. Jahrhunderts vollständig umgebaut wurde. Derzeit befindet sich dort eine Winterkapelle.

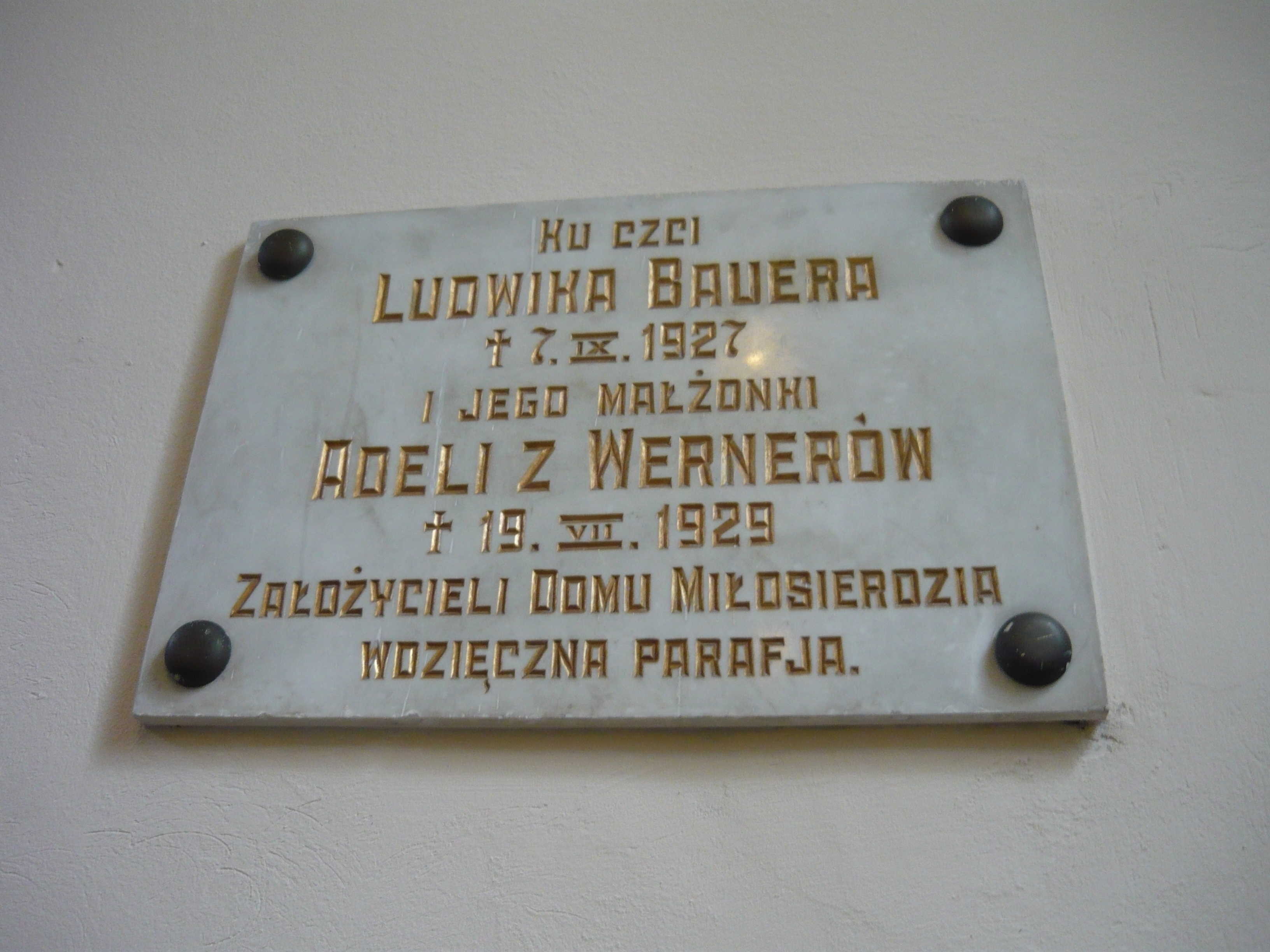
Die Gemeinde würdigte die Verdienste von Ludwik und Adela Bauer und errichtete ihnen eine Gedenktafel in der Kirche

1850 bestimmte der Erbe von Siewiersk, Friedrich Wilhelm Cords, sein Eigentum für den Bau einer neuen Kirche für die evangelische Gemeinde in Włocławek sowie einer Schule und eines Krankenhauses für Lutheraner zu verwenden. Spenden von Gemeindemitgliedern und staatliche Subventionen trugen ebenfalls zum Bau der Kirche bei.
In den Jahren 1877–1881 (nach anderen Quellen in den Jahren 1882–1884) wurde eine neue Kirche aus Backstein gebaut, die von Franciszek Tournelle im neugotischen Stil entworfen wurde. Der Bau wurde 1884 endgültig abgeschlossen. 1881 wurde die ehemalige St.-Adalbert-Kirche abgerissen.
Zu Beginn des 20. Jahrhunderts nahm die Zahl der Gemeindemitglieder stark zu. Dies hing unter anderem mit der Assimilation der Bevölkerung deutscher Herkunft und der allgemeinen Entwicklung von Włocławek als Industriezentrum zusammen. Am Vorabend des Ersten Weltkriegs hatte die Gemeinde bereits ca. 3.000 Mitglieder. Diese Zahl blieb in der Zwischenkriegszeit aufrecht. Sogar die Erweiterung der Kirche war zu dieser Zeit geplant.
1905 stifteten Adela und Ludwik Bauer ein Waisenhaus für die Gemeinde (an der Słowackiego-Straße 4) und das Evangelische Haus der Barmherzigkeit (an der Słowackiego-Straße 4a), in dem alte Menschen und Behinderte untergebracht wurden. 1908 stifteten sie auch ein Gebäude für die Pfarrschule. Sowohl die Pfarrschule als auch das Pflegeheim wurden nach Friedrich Wilhelm Cords benannt. Das Evangelische Haus der Barmherzigkeit war bis 1945 in Betrieb. Das Gebäude wird derzeit nicht genutzt. Die Familie Bauer ist auch Stifter des 1897 erstellten geschmiedeten Zauns auf einem Ziegelfundament an der Brzeska-Straße. In der Kirche befindet sich eine Gedenktafel zu Ehren von Ludwik und Adela Bauer.
Zu diesem Zeitabschnitt betrieb die Gemeinde bis zum Ausbruch des Zweiten Weltkriegs fünf Kantorate in den Gemeinden, nämlich Dobiegniewo, Falborz, Łęg, Śmiłowice und Wieniec, sowie Schulen in Modzerowo und Krzywa Góra (für die polnische Bevölkerung) in Włocławek, Łęg-Witoszyn und Sarnówka (für die deutsche Bevölkerung). In der Gemeinde wurden zahlreiche Vereinigungen, z. B. die Gesellschaft der Evangelischen Jugend tätig.
Am 20. Januar 1945 wurde der Kirchturm schwer beschädigt. Es hatten sich dort Soldaten der Deutschen Wehrmacht (lettischer Nationalität) mit einem Maschinengewehr verschanzt. Von dort aus griffen sie die Soldaten der sowjetischen Armee an, die sich auf dem heutigen Plac Wolności (Freiheitsplatz) befanden. Als Reaktion darauf feuerten die Russen eine Salve aus Panzerkanonen auf den Turm ab. Der Turm wurde 1947–1951 wieder aufgebaut.

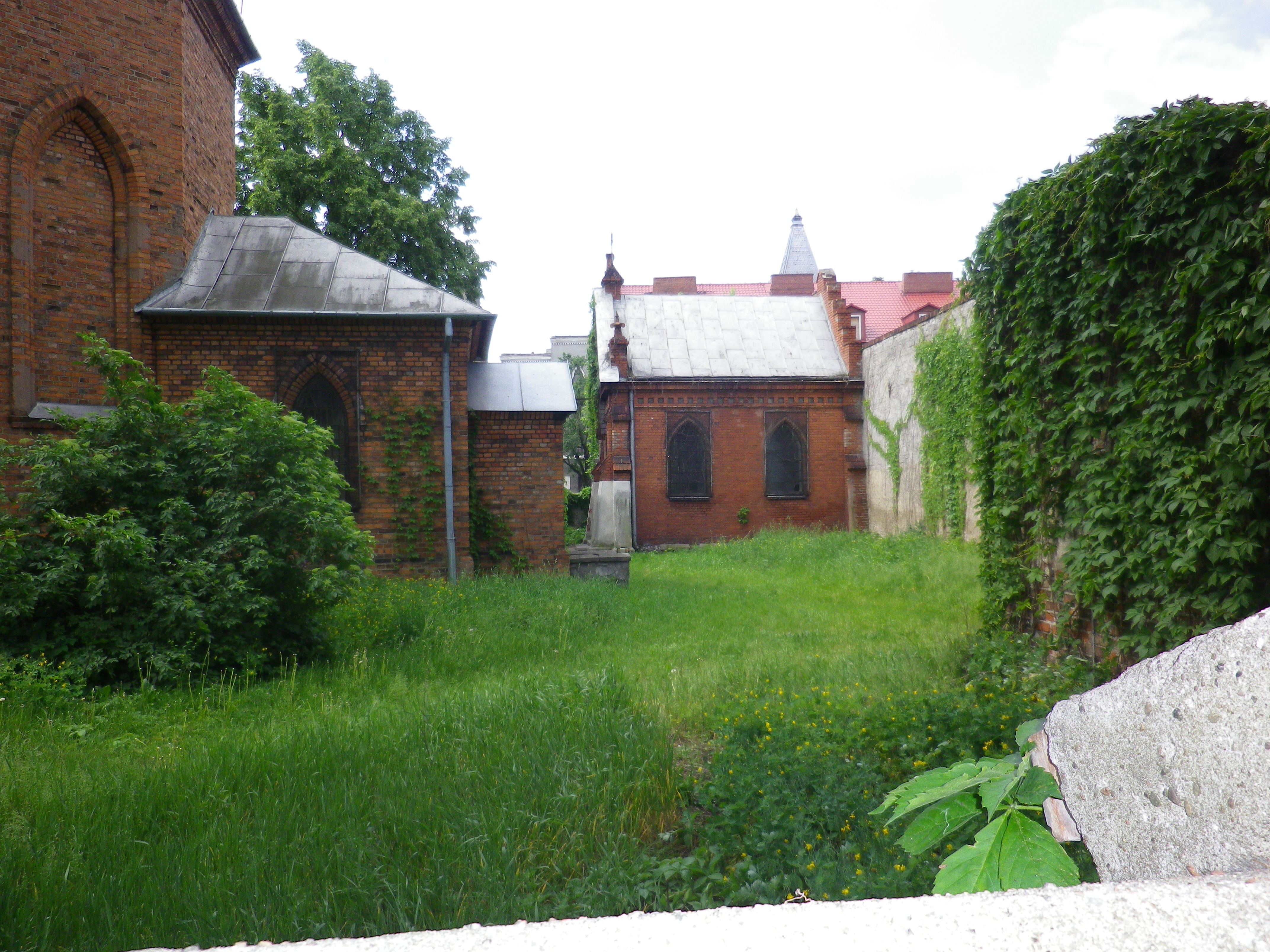
Evang.-Augsburg. Kirche Wloclawek Kapelle

### Die Zeit der Polnischen Volksrepublik und heute, ab 1945
Nach dem Zweiten Weltkrieg blieben ca. 600 Gläubige in der Gemeinde. In der Zeit der Polnischen Volksrepublik wurde fast das gesamte Eigentum der Gemeinde, einschließlich des Pfarrhauses, vom Staat beschlagnahmt. Es wurde nach dem Fall der Polnischen Volksrepublik 1989 teilweise zurückerstattet.
Um die Wende zwischen 2008 und 2009 wurde die Kirche renoviert. Auf dem Dachboden der Kirche wurden fast 150 Sargtafel aus den Jahren 1840–1890 gefunden. Es wurde beschlossen, sie zu katalogisieren, zu beschreiben und zu renovieren, was die Gemeinde unter anderem in Zusammenarbeit mit einer Studentin der Seniorenuniversität in Włocławek, Izabela Drozd, sowie mit dem Verein der Kunstinitiativen „ę“ und mit der Polnisch-Amerikanischen Freiheitsstiftung tat. Am 13. Juni 2012 wurde im Gebäude der ehemaligen Friedhofskapelle ein Lapidarium eröffnet. Die Entdeckung inspirierte Izabela Drozd, Forschungen auf ehemaligen protestantischen Friedhöfen in der gesamten Region durchzuführen. Das Projekt mit dem Titel „Verlorene Spuren der evangelischen Gemeinde in Włocławek und Umgebung“ wird bis heute unter der Schirmherrschaft der Seniorenuniversität geführt. Neben der Katalogisierung und Wiederherstellung von Grabsteinen werden auch Vorträge organisiert und Touristenrouten vorbereitet, u. a. in Absprache mit Geschichtslehrern und der örtlichen Filiale der Polnischen Touristik- und Landeskundegesellschaft.
In der zweiten Dekade des 21. Jahrhunderts wurde die Kirche weiterhin renoviert. Der Kirchenglockenantrieb, die Dachrinnen und die elektrischen Anlagen wurden ersetzt. Eine neue Hintergrundbeleuchtung wurde installiert, u. a. des Altars. Mit Unterstützung der Stadtgemeinde Włocławek wurde die Nachtbeleuchtung der Kirche installiert.
Die evangelische Gemeinde in Włocławek organisiert u. a. Multimedia-Geschichtsunterricht in Zusammenarbeit mit Schulen. Während der Gebetswoche für die Einheit der Christen laden die evangelischen Gemeindemitglieder von Włocławek Katholiken zu Gottesdiensten in ihrer Kirche ein.